# Du Pont Motors
Du Pont Motors var en amerikansk biltillverkare som byggde bilar i Wilmington, Delaware mellan 1919 och 1931.

## Bildgalleri

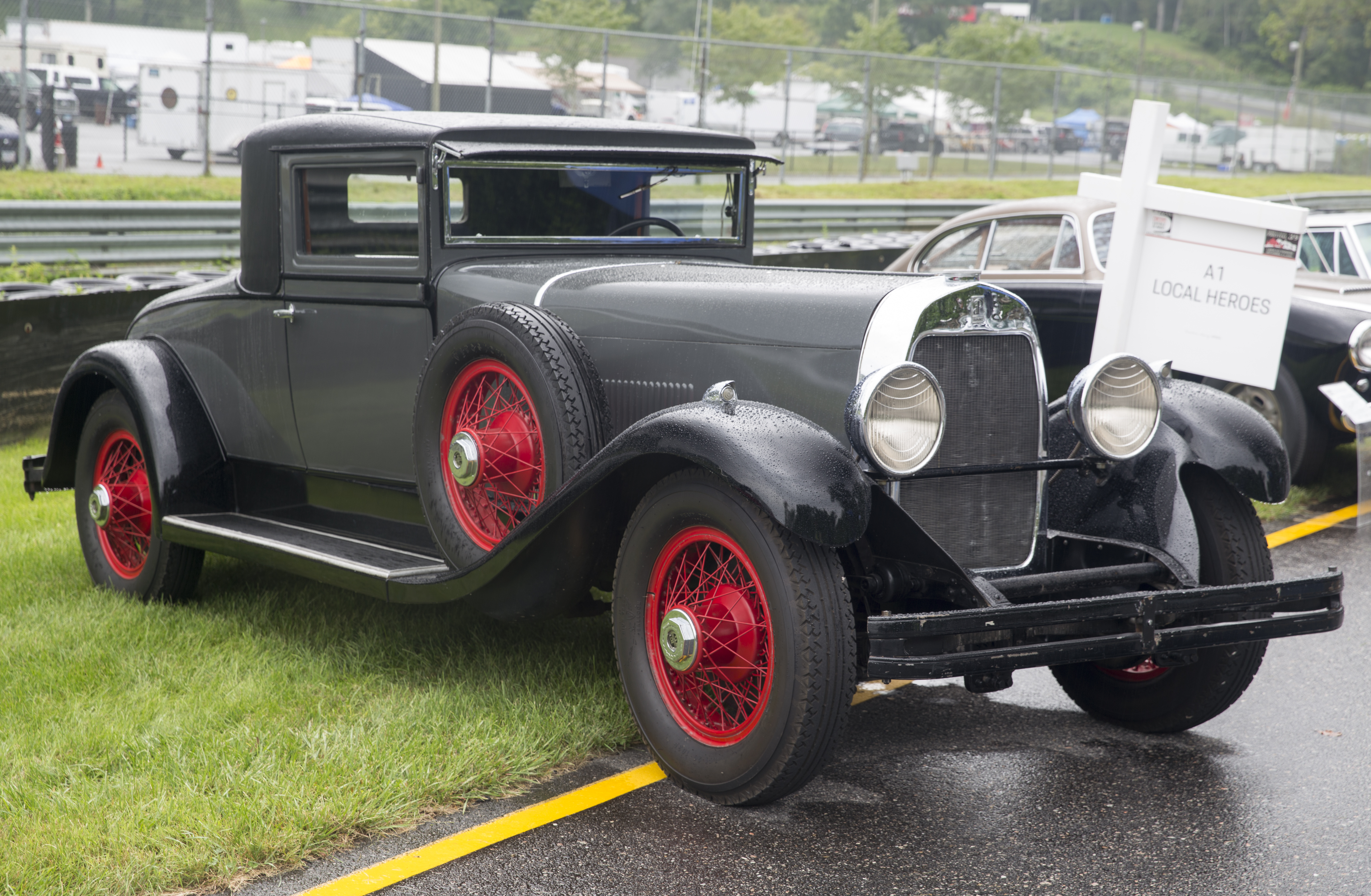
Du Pont Model G 1929.
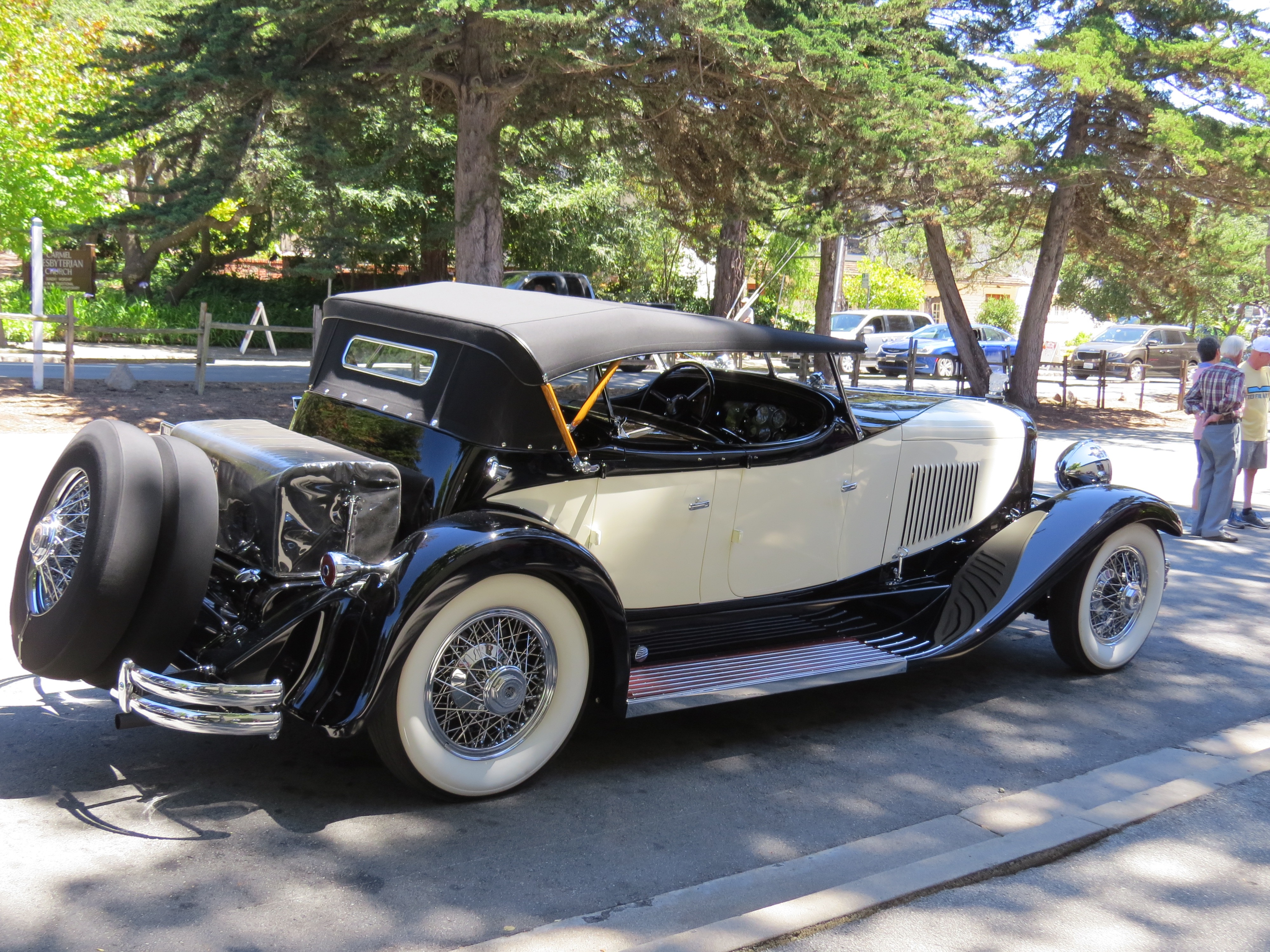
Du Pont Model H 1931.
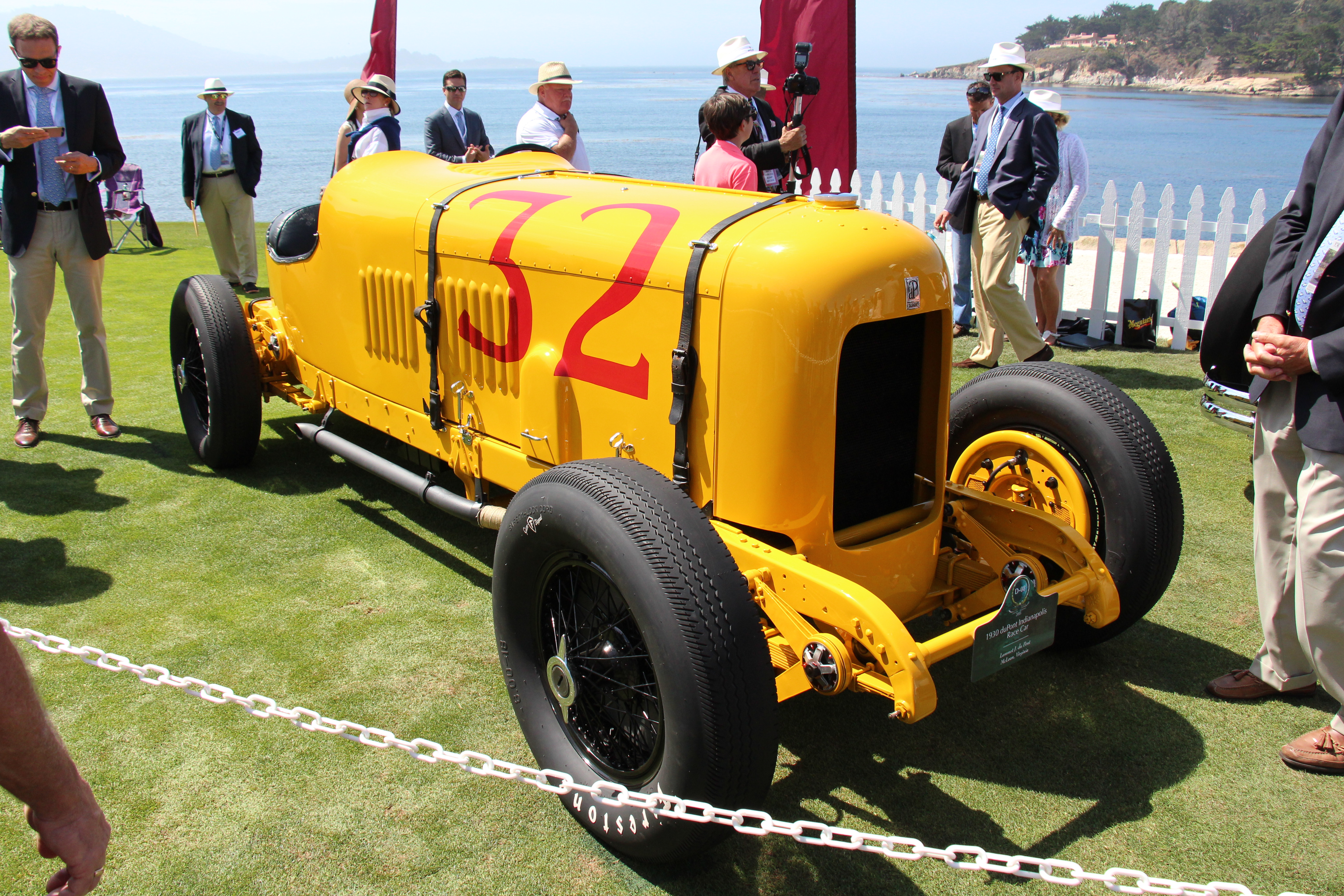
Du Pont Indy 500 racer 1930.